# Ghassan Hamed
Ghassan Hamed, född 18 december 1971, är en irakisk före detta fotbollsspelare, som fram till 2005 spelade i Assyriska FF i Södertälje. Hamed representerade irakiska landslaget i kvalet till VM 1994.
Ghassan är numera en framgångsrik utbildad tränare från Svenska Fotbollförbundet. Han har en UEFA A-Diplom.  

## Biografi
Ghassan och hans tvillingbror Bassam beskrevs som ett av Iraks största talanger. Bröderna började spela för landslaget redan som 10-åringar och oftast med äldre  årskullar. Som 14-åringar upptäcktes de av Liverpools chefsscout under en turnering i Finland med Irakiska ungdomslandslaget och erbjöds kontrakt. Föräldrarna och särskild mamman tyckte att steget att flytta till England var alldeles för dramatiskt och bröderna fortsatte istället att trolla med bollen i Irak.
Under årens lopp blev det många storklubbar i Ghassans karriär och vidare många utmärkelser. Det är inte förvånande för en spelare som kunde spela lika bra på alla positioner i laget (undantag målvakt). Hans teknik var av yppersta klass då han var lika bra med vänster som höger. Att dribbla och tunnla motståndare oavsett om det är i egna straffområdet eller någon annanstans på plan är han berömd för. Två spelare som fick känna på det var brasilianska landslagsmannen Alfonso Alves och finska landslagsmannen Jari Litmanen.